# ボード線図

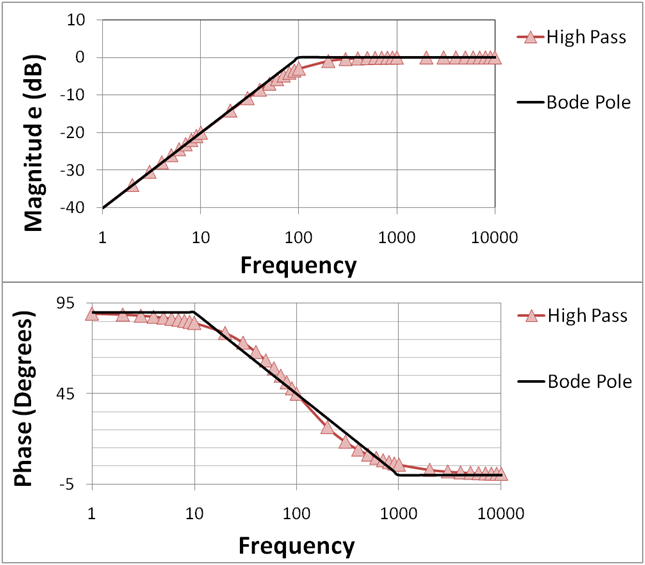
図1(a): 一次ハイパスフィルタのボード線図。"Bode pole" とラベルが付けられた直線は近似である。位相は低周波数では90°（伝達関数の分子がどの周波数でも90°であるため）、高周波数では0°に変化する（伝達関数の分母が高周波数では−90°であるため、分子と相殺される）。

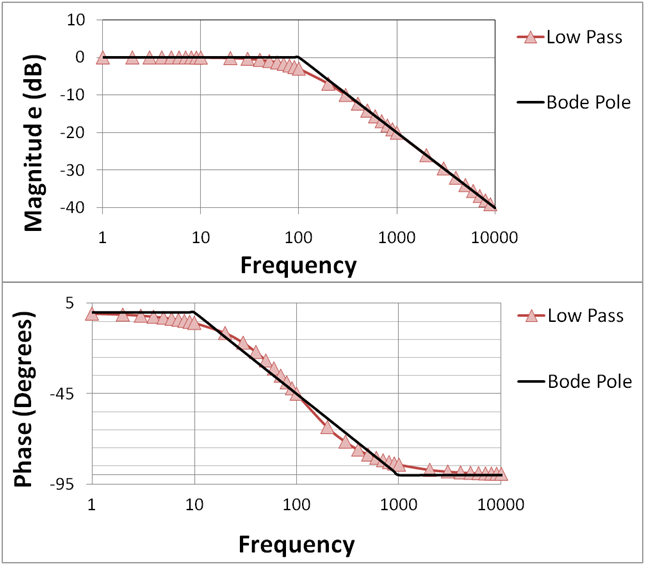
図1(b): 一次ローパスフィルタのボード線図。"Bode pole" とラベルが付けられた直線は近似である。 図1(a)に比較して、位相が90°小さいのは、分子がどの周波数でも0°であるため。

ボード線図（ボードせんず、英: Bode plot）は、線形時不変系における伝達関数の周波数特性を表した図であり、通常はゲイン線図と位相線図の組合せで使われる。1930年代にヘンドリック・W・ボーディによって考案された。ボード図またはボーデ線図とも。

## 概要
ゲイン線図 (Magnitude plot) とは、対数周波数軸（ディケード）で周波数毎のゲインの対数値をグラフにプロットした図である。
ゲインは通常デシベルで表される。これはゲインの常用対数をとったもの20倍した値である。ゲインをデシベルで表記することで、ゲインの積がボード線図上での縦方向の距離（デシベル）の和で表されるという利点がある。
この性質により、基本的な要素のボード線図を足し合わせることによって合成し、高次系のボード線図を容易に描くことができる。
位相線図 (Phase plot) とは、周波数と位相の関係を表したグラフで、ゲイン線図と同様に周波数は対数軸で表す。ゲイン線図と併用することで、周波数についての位相変移の量を評価するのに使われる。
例えば Asin(ωt) で表される信号を与えたとき、システムがそれを減衰させると同時に位相を変移させる可能性がある。減衰が係数 x でなされ、位相変移が -Φ だけなされる場合、出力される信号は (A/x) sin(ωt － Φ) となる。位相変移 Φ は一般に周波数の関数である。
数学的には明らかに、位相は複素利得の複素対数の虚数部と見ることができるので、ゲインの場合と同様に位相を直接加算することもできる。
図1(a)は以下の一極のハイパスフィルタのボード線図である。
{\displaystyle \mathrm {T_{High}} (f)={\frac {jf/f_{1}}{1+jf/f_{1}}}\ }
ここで f は周波数（Hz）であり、f1 は極の位置（Hz）である。図では f1 = 100 Hz とされている。複素数の法則を使うと、この関数の振幅は次のようになる。
{\displaystyle \mid \mathrm {T_{High}} (f)\mid ={\frac {f/f_{1}}{\sqrt {1+(f/f_{1})^{2}}}}\ }
一方位相は次のようになる。
{\displaystyle \varphi _{T_{High}}=90^{\circ }-\tan ^{-1}(f/f_{1})\ }
タンジェントの逆関数は、ここではラジアンではなく「度」を返すものとする。ゲイン線図において、デシベルを使うと、図に描かれる振幅の値は次の式から得られる。
{\displaystyle 20\log _{10}\mid \mathrm {T_{High}} (f)\mid \ =20\log _{10}\left(f/f_{1}\right)}
{\displaystyle \ -20\log _{10}\left({\sqrt {1+(f/f_{1})^{2}}}\right)\ }
図1(b)は以下の一極のローパスフィルタのボード線図である。
{\displaystyle \mathrm {T_{Low}} (f)={\frac {1}{1+jf/f_{1}}}\ }
図1(a)と図1(b)には、直線近似も描かれている。その利用法は後で解説する。
ボード線図のゲイン線図と位相線図は一方だけが変化するということはほとんどない。システムの振幅応答が変化すると位相特性も変化するし、逆も同様である。安定かつ不安定零点を持たないシステム(最小位相系)では、ヒルベルト変換によって位相特性と振幅特性の一方からもう一方を得ることができる。
伝達関数が実数の極と零点を持つ有理関数の場合、ボード線図は直線で近似できる。このような漸近的近似を骨格ボード線図 (straight line Bode plot)または非補正ボード線図 (uncorrected Bode plot) と呼び、単純な規則にしたがって手で描くことができるという意味で便利である。単純な図は描画する前に予測できる。
この近似は、各遮断周波数で値を「補正」することでよりよくなる。そのような図を補正ボード線図 (corrected Bode plot) と呼ぶ。

## ボード線図の作図法
ボード線図の考え方の中心は、次の形式の関数
{\displaystyle f(x)=A\prod (x+c_{n})^{a_{n}}}
の対数を極と零点の対数の総和として考えるという点にある。
{\displaystyle \log(f(x))=\log(A)+\sum a_{n}\log(x+c_{n})}
この考え方は特に位相線図を描く方法に明示的に使われている。ゲイン線図の作図法は暗黙のうちにこの考え方を使っているが、極と零点の振幅の対数は常に零点を起点とし、漸近的変化も一種類（直線）しかないため、作図法は単純化できる。

### 骨格ゲイン線図
振幅のデシベル値は一般に {\displaystyle 20\log _{10}(X)} のバージョンを使う。伝達関数が以下の形式とする。
{\displaystyle H(s)=A\prod {\frac {(s+x_{n})^{a_{n}}}{(s+y_{n})^{b_{n}}}}}
ここで {\displaystyle x_{n}} と {\displaystyle y_{n}} は定数、{\displaystyle s=j\omega } で、{\displaystyle a_{n},b_{n}>0} であり、H は伝達関数である。
- {\displaystyle \omega =x_{n}} となる s の値について（零点）、線の傾斜は decade（対数周波数軸で10倍になる区間）当たり {\displaystyle 20\cdot a_{n}\ dB} だけ増大する。
- {\displaystyle \omega =y_{n}} となる s の値について（極）、線の傾斜は decade 当たり {\displaystyle 20\cdot b_{n}\ dB} だけ減少する。
- グラフの初期値は作図範囲に依存する。初期の点は、初期角周波数 ω を関数に入れて |H(jω)| を求めることで見つけられる。
- 初期値での関数の傾斜の初期状態は、初期値より小さい値にある零点と極の個数と順序に依存し、上記の最初の2つの規則を使って発見できる。

既約2次多項式 {\displaystyle ax^{2}+bx+c\ } はほとんどの場合、{\displaystyle ({\sqrt {a}}x+{\sqrt {c}})^{2}} で近似できる。
なお、零点や極は ω がいずれかの {\displaystyle x_{n}} か {\displaystyle y_{n}} に「等しい」場合に出現する。これは問題の関数の振幅が H(jω) であり、複素関数であるから {\displaystyle |H(j\omega )|={\sqrt {H\cdot H^{*}}}} となるためである。従って、零点や極がある位置は {\displaystyle (s+x_{n})} という項が関与していて、その項の振幅は {\displaystyle {\sqrt {(x_{n}+j\omega )\cdot (x_{n}-j\omega )}}={\sqrt {x_{n}^{2}+\omega ^{2}}}} である。

### 補正ゲイン線図
骨格ゲイン線図の補正は、以下のようになる。
- 全ての零点について、線より上に {\displaystyle 3\cdot a_{n}\ \mathrm {dB} } という点をプロットする。
- 全ての極について、線より下に {\displaystyle 3\cdot b_{n}\ \mathrm {dB} } という点をプロットする。
- これらの点を通って元の直線に漸近する曲線を描く。

なお、この補正方法には複素数値である {\displaystyle x_{n}} や {\displaystyle y_{n}} の処理方法を含んでいない。既約多項式の場合、最良の作図法は極や零点の振幅値を数値的に計算して求めることで、計算した値を図にプロットして曲線を描く。

### 骨格位相線図
上記と同じ形式の伝達関数を考える。
{\displaystyle H(s)=A\prod {\frac {(s+x_{n})^{a_{n}}}{(s+y_{n})^{b_{n}}}}}
ここでは、極や零点それぞれを独立にプロットし、それらを重ね合わせる。実際の位相曲線は {\displaystyle -\mathrm {arctan} (\mathrm {Im} [H(s)]/\mathrm {Re} [H(s)])} で得られる。
それぞれの極と零点について位相を描くには、次のようにする。
- A が正の場合、始点は（傾斜0で）0度となる。
- A が負の場合、始点は（傾斜0で）180度となる。
- 全ての {\displaystyle \omega =x_{n}} について（安定零点 - {\displaystyle Re(z)<0}）、傾斜を decade あたり {\displaystyle 45\cdot a_{n}} だけ増大させる（decade の始点は {\displaystyle \omega =x_{n}} より前、つまり {\displaystyle {\frac {x_{n}}{10}}}）。
- 全ての {\displaystyle \omega =y_{n}} について（安定極 - {\displaystyle Re(p)<0}）、傾斜を decade あたり {\displaystyle 45\cdot b_{n}} だけ減少させる（decade の始点は {\displaystyle \omega =y_{n}} より前、つまり {\displaystyle {\frac {y_{n}}{10}}}）。
- 不安定な（複素平面の右側の）極と零点 ({\displaystyle Re(s)>0}) は、上記とは逆である。
- （零点の場合）{\displaystyle 90\cdot a_{n}} 度位相が変化したとき、および（極の場合）{\displaystyle 90\cdot b_{n}} 度変化したとき、傾斜を水平に戻す。
- それぞれの極や零点についてプロットした後、それらを加算して最終的な図を得る。すなわち最終的な図は以上の作図でえられる位相線図の重ね合わせである。

## 例
受動ローパスRCフィルタの伝達関数を周波数領域で表すと次のようになる。
{\displaystyle H(jf)={\frac {1}{1+j2\pi fRC}}}
この伝達関数から、遮断周波数 fc は以下のように決定される。
{\displaystyle f_{\mathrm {c} }={1 \over {2\pi RC}}}

または（等価的に）

{\displaystyle \omega _{\mathrm {c} }={1 \over {RC}}} ここで、{\displaystyle \omega _{\mathrm {c} }=2\pi f_{\mathrm {c} }} は遮断角周波数であり、単位はラジアン毎秒である。
角周波数で表した伝達関数は次のようになる。
{\displaystyle H(j\omega )={1 \over 1+j{\omega  \over {\omega _{\mathrm {c} }}}}}
これは伝達関数を正規化した形式である。このときのボード線図は図1(b)であり、骨格近似の決定方法を以下で述べる。

### ゲイン線図
上記の（正規化され角周波数形式に変換された）伝達関数の振幅（デシベル）{\displaystyle A_{\mathrm {vdB} }} は次のようになる。
{\displaystyle A_{\mathrm {vdB} }=20\log |H(j\omega )|=20\log {1 \over \left|1+j{\omega  \over {\omega _{\mathrm {c} }}}\right|}}
{\displaystyle {}=-20\log \left|1+j{\omega  \over {\omega _{\mathrm {c} }}}\right|=-10\log {\left[1+{\frac {\omega ^{2}}{\omega _{\mathrm {c} }^{2}}}\right]}}
入力周波数 {\displaystyle \omega } を対数目盛として作図すると、2つの直線で近似できる。この伝達関数の近似ゲイン線図は次のようになる。
- {\displaystyle \omega _{\mathrm {c} }} より低い角周波数については 0dB の水平な線となる。低い周波数では、{\displaystyle {\omega  \over {\omega _{\mathrm {c} }}}} の項が小さく無視できるため、上記のデシベル利得方程式は0と見なせる。
- {\displaystyle \omega _{\mathrm {c} }} より高い角周波数については decade あたり -20dB の傾斜の直線になる。高い周波数では {\displaystyle {\omega  \over {\omega _{\mathrm {c} }}}} の項が大きくなるので、上記のデシベル利得方程式は {\displaystyle -20\log {\omega  \over {\omega _{\mathrm {c} }}}} に単純化され decade あたり −20 dB の直線になる。

この2つの直線は遮断周波数でつながる。図によれば、遮断周波数より十分低い周波数では、この回路による減衰は 0dB で、これが通過帯域になる（出力の振幅は入力の振幅に等しい）。遮断周波数より高い周波数では、高い周波数ほど減衰する。

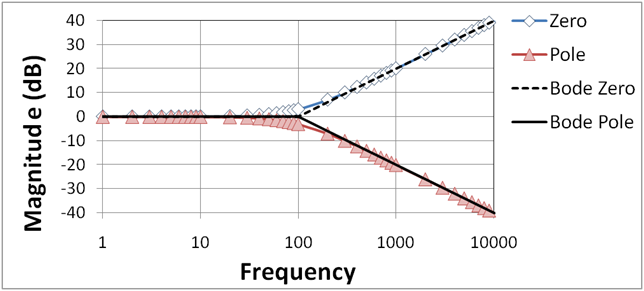
図2: 零点とローパス極のゲイン線図。"Bode" とラベルの付いた線は骨格ボード線図である。

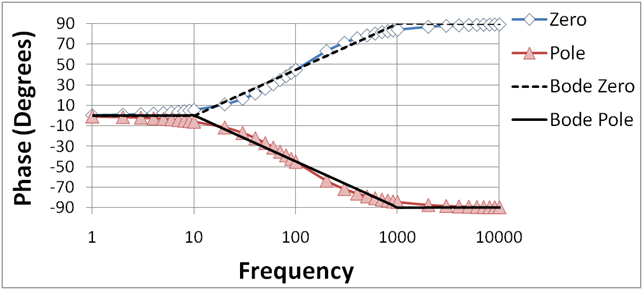
図3: 零点とローパス極の位相線図。"Bode" とラベルの付いた線は骨格ボード線図である。

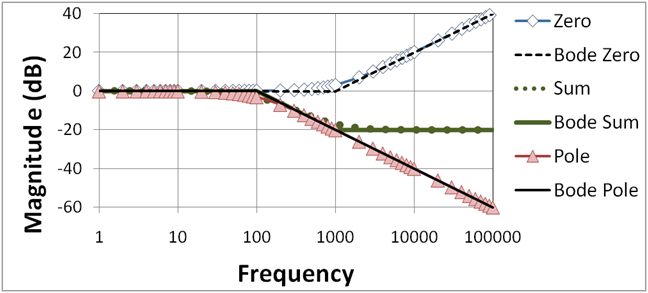
図4: 極と零点を組み合わせたゲイン線図。零点の位置は図2と図3よりも10倍の位置にずれている。"Bode" とラベルの付いた線は骨格ボード線図である。

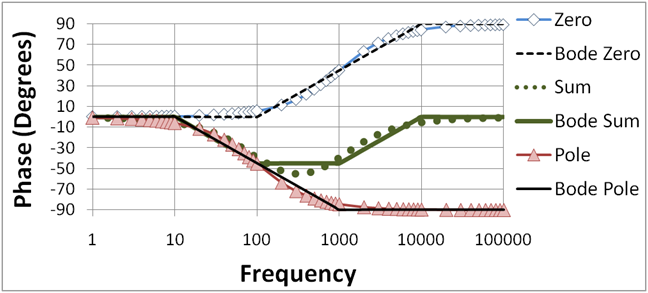
図5: 極と零点を組み合わせた位相線図。零点の位置は図2と図3よりも10倍の位置にずれている。"Bode" とラベルの付いた線は骨格ボード線図である。

### 位相線図
位相線図は、次の式で与えられる伝達関数の位相角をプロットすることで得られる。
{\displaystyle \varphi =-\tan ^{-1}{\omega  \over {\omega _{\mathrm {c} }}}}
{\displaystyle \omega } は入力角周波数、{\displaystyle \omega _{\mathrm {c} }} は遮断角周波数である。遮断周波数よりずっと低い入力周波数では、{\displaystyle {\omega  \over {\omega _{\mathrm {c} }}}} という比は非常に小さくなり、位相角は0に近い。そして比が大きくなっていき、{\displaystyle \omega =\omega _{\mathrm {c} }} のとき位相は -45 度になる。入力角周波数が遮断周波数を超えても比は増大し続け、位相角は -90 度に漸近していく。位相線図の周波数軸も対数軸である。

### 正規化
水平方向の周波数軸は、ゲイン線図でも位相線図でも周波数の比である {\displaystyle {\omega  \over {\omega _{\mathrm {c} }}}} に正規化（無次元化）できる。そのような図を正規化されていると呼び、周波数の単位は使わなくなり、遮断周波数 {\displaystyle \omega _{\mathrm {c} }} を 1 とした比率で表される。

## 極と零点のある例
図2から図5は、ボード線図の作図を図解したものである。極と零点がある例では、重ね合わせの方法を示している。以下ではまず個々の要素について説明していく。
図2は零点とローパス極のゲイン線図であり、骨格図も同時に描いている。骨格図は極（または零点）までは水平であり、そこから 20dB/decade で降下（上昇）していく。図3は同じものの位相線図である。位相線図は極（または零点）の10分の1の地点までは水平で、そこから 45°/decade で降下（上昇）していき、極（零点）から10倍の周波数になると再び水平になる。最大の位相の変移は90°となる。
図4と図5は極と零点があるときの重ね合わせ（単純な加算）を表している。これらにも骨格図が描かれている。より意味のある例にするため、零点が高い周波数にずらされている。図4を見ると、零点を過ぎた周波数での重ね合わせは、極と零点の効果が相殺されて水平な線になっている。図5の位相線図は重ね合わせによって興味深い骨格図が描かれている。特に周波数が高い部分で極と零点の効果が相殺された結果、位相変移が0に戻っていて、位相が変移する周波数の範囲が極と零点のある部分を中心とした領域に限定されている。

## ゲイン余裕と位相余裕
ボード線図は、負帰還増幅器の安定性を確認するため、増幅器のゲイン余裕と位相余裕を調べるのに使われる。ゲイン余裕と位相余裕は、負帰還増幅回路の利得を表す以下の式から得られる。
{\displaystyle A_{FB}={\frac {A_{OL}}{1+\beta A_{OL}}}\ }
ここで、AFB は帰還を含めた増幅回路の利得（閉ループ利得）、β は帰還係数、AOL は帰還を除いた利得（開ループ利得）である。利得 AOL は周波数の複素関数であり、振幅成分と位相成分がある。βAOL = −1 になることがあるかどうかで不安定性（無限の利得）があるかどうかを示すことができる（つまり、βAOL の振幅が単位元で位相が -180° となる。これをバルクハウゼン基準という）。ボード線図は、増幅回路がそのような条件を満足するかどうかを判断する材料となる。
その鍵となるのは2つの周波数である。第一はここでは f180 とされる周波数で、開ループ利得の符号が反転する周波数である。第二はここでは f0dB とされる周波数で、| β AOL | = 1（dB で表すと振幅1は0dB）となる周波数である。周波数 f180 は以下の条件で決定される。
{\displaystyle \beta A_{OL}\left(f_{180}\right)=-|\beta A_{OL}\left(f_{180}\right)|=-|\beta A_{OL}|_{180}\ }
ここで、縦棒は複素数の振幅（絶対値）を表す（例えば、| a + j b | = [ a2 + b2]1/2）。周波数 f0dB は以下の条件で決定される。
{\displaystyle |\beta A_{OL}\left(f_{0dB}\right)|=1\ }
不安定性への接近性の尺度としてゲイン余裕がある。位相線図を使うと βAOL が −180° に達する周波数 f180 がわかる。この周波数をゲイン線図に適用すると βAOL の振幅がわかる。|βAOL|180 = 1 なら、その増幅回路は不安定ということになる。|βAOL|180 < 1 なら、不安定性は発生しない。|βAOL|180 と |βAOL| = 1 の振幅の差（デシベル）をゲイン余裕という。振幅が1なら0dBなので、ゲイン余裕は 20 log10( |βAOL|180) = 20 log10( |AOL|180) − 20 log10( 1 / β ) と等価な形式の1つにすぎない。
もうひとつの不安定性への接近性の尺度として位相余裕がある。ゲイン線図を使うと |βAOL| が単位元(1)に達する周波数 f0dB がわかる。この周波数を位相線図に適用すると βAOL の位相がわかる。位相 βAOL( f0dB) > −180° なら、どの周波数でも不安定な状態にはならない（f = f180 のときの振幅が1未満になるため）。f0dB における位相と −180°の位相差を位相余裕という。
単に安定かどうかを問うだけなら、f0dB < f180 であれば、その増幅回路は安定である。ただし、これが成り立つのは、極と零点の位置がある条件に適合している増幅回路（最小位相系）だけである。そうでない場合も例外的に存在し、その場合はナイキスト線図などの他の手法を使わなければならない。

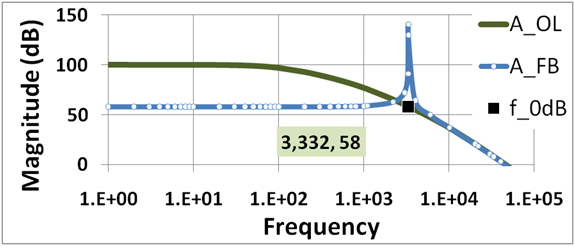
図6: 負帰還増幅器の利得 A_{FB} と対応する開ループ増幅器の利得 A_{OL} をdBでプロットした図。パラメータ 1/β = 58 dB で、低い周波数では A_{FB} ≈ 58 dB である。| βA_{OL}| = 1 となる周波数がほぼ f = f_{180°} に近いため、この増幅器のゲイン余裕はほぼ0となる。

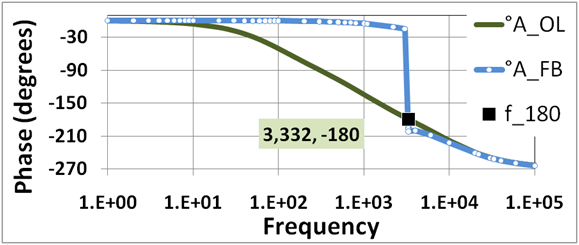
図7: 負帰還増幅器の位相 °A_{FB} と対応する開ループ増幅器の位相 °A_{OL} を度でプロットした図。位相反転の起きる周波数が | βA_{OL}| = 1 となる周波数 f = f_{0dB} に近いため、位相余裕はほぼ0になる。

### ボード線図の利用例
図6と図7は、具体例を示している。3極増幅器について、図6は帰還のない場合の利得（開ループ利得） AOL と帰還のある利得（閉ループ利得） AFB をボード線図で示したものである。
この例では、低い周波数では AOL = 100 dB であり 1 / β = 58 dB である。低い周波数では AFB ≈ 58 dB である。
β AOL ではなく、開ループ利得 AOL をプロットしているので、AOL = 1 / β となる周波数が f0dB である。低い周波数では AOL が大きく、帰還利得は AFB ≈ 1 / β となる。従って f0dB は帰還利得と開ループ利得の線が交差する位置になる（f0dB は位相余裕を決定するのに必要となる）。
2つの利得が f0dB で交差する付近で、この例ではバルクハウゼン基準もほぼ満足されている。そのため帰還増幅器の利得には大きなピークが現れている（β AOL = －1 なら、これが無限大となる）。f0dB より大きい周波数では開ループ利得が十分小さくなるため AFB ? AOL となる。
図7は、同じ例の位相を示したものである。帰還増幅器の位相は、開ループ利得の位相が -180°となる周波数 f180 まではほぼ0である。その付近になると帰還増幅器の位相は急激に降下し、開ループ増幅器の位相とほぼ同じになる（AOL が小さいとき AFB ? AOL）。
図6と図7の印の付いている箇所を比較すると、単位利得周波数 f0dB と位相反転周波数 f180 は非常に近いことがわかる。具体的には f180 ≈ f0dB ≈ 3.332 kHz であり、位相余裕もゲイン余裕もほぼ0である。この増幅器は境界安定状態である。

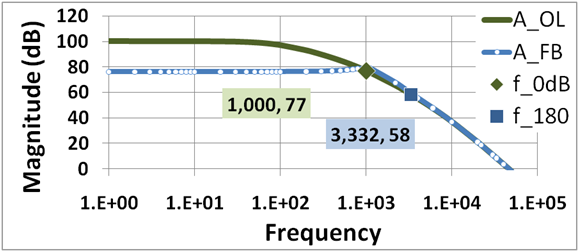
図8: 帰還増幅器の利得 A_{FB} と開ループ増幅器の利得 A_{OL} をdBでプロットした図。この例では 1 / β = 77 dB である。この増幅器のゲイン余裕は 19 dB となる。

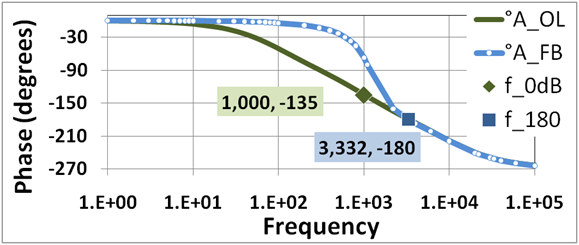
図9: 帰還増幅器の位相 °A_{FB} と開ループ増幅器の位相 °A_{OL} を度でプロットした図。この増幅器の位相余裕は 45° である。

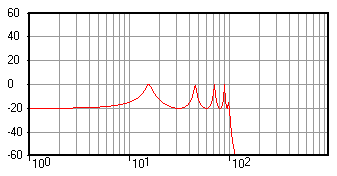
図10: チェビシェフフィルタのゲイン線図をツールを使って描いたもの。伝達関数はグラフィカルに極や零点を追加することで定義できる。

図8と図9は、β が異なる設定のときのゲイン余裕と位相余裕を示している。帰還係数は図6および図7の場合よりも小さく設定されており、| β AOL | = 1 となる周波数が低くなっている。この例では、1 / β = 77 dB であり、低い周波数では AFB ? 77 dB である。
図8は利得（振幅）図である。図8から、1 / β と AOL の交差は f0dB = 1 kHz となることがわかる。AFB の f0dB 付近でのピークはほとんど目立たない（バターワース特性）。
図9は位相線図である。図8で得られた f0dB = 1 kHz を使うと、f0dB での開ループ位相は -135° であり、-180°との差である位相余裕は 45° となる。
図9によれば、位相が -180° となる周波数は f180 = 3.332 kHz である。図8から f180 での開ループ利得は 58dB であり、1 / β = 77 dB であるから、ゲイン余裕は 19dB となる。
一方、増幅器の応答特性には安定性以外にも重要なものがある。多くの場合、ステップ応答が重要となる。経験上、よいステップ応答には少なくとも 45° の位相余裕が必要とされ、70° 以上のものが望ましい。その場合、部品の特性のばらつきが重大な影響を与える。

## ボードプロッタ
ボードプロッタは、オシロスコープに似た電子装置で、帰還制御系やフィルタについて周波数と電圧利得や位相変移の関係をボード線図として描画することができる。遮断周波数、ゲイン余裕、位相余裕が即座にわかるため、フィルタの解析・評価や帰還制御系の安定性の解析に非常に便利である。
ネットワーク・アナライザでも同様の機能を持つものがあるが、ネットワーク・アナライザはもっと高い周波数を扱うのが一般的である。
教育や研究においては、伝達関数からボード線図を描くアプリケーションがあると、よりよくかつ素早く理解できるようになる（外部リンク参照）。